# Dinh thự Rusovce

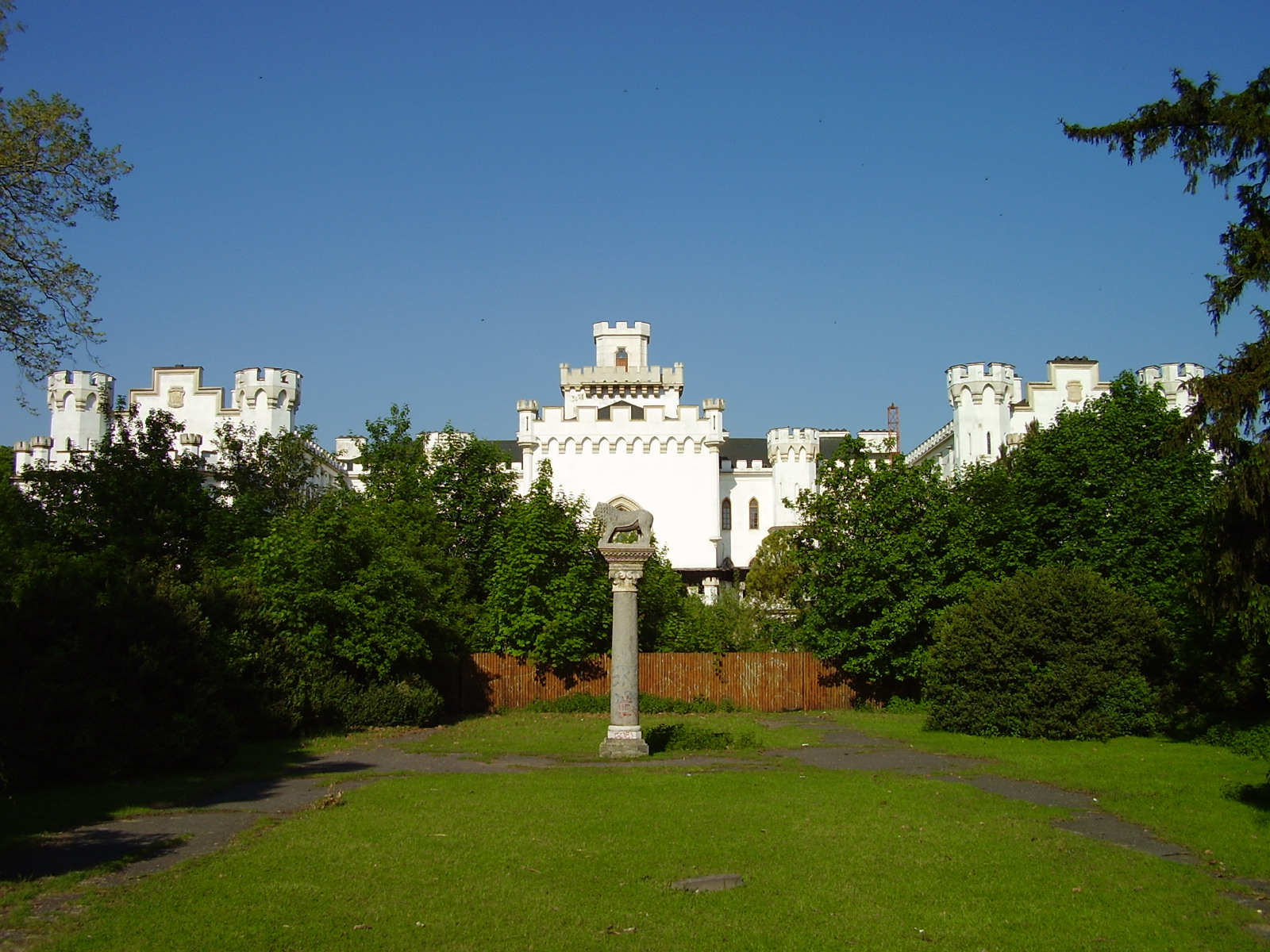
Dinh thự Rusovce

Dinh thự Rusovce (tiếng Slovak: Rusovský kaštieľ, tiếng Hungary: Oroszvár, tiếng Đức: Karlburg) là một lâu đài có kiến trúc tân cổ điển nằm ở quận Rusovce thuộc thủ đô Bratislava, Slovakia. Địa điểm xây dựng dinh thự Rusovce đã tồn tại một dinh thự cũ hơn với cấu trúc Trung Cổ từ thế kỷ 16. Vì vậy, người ta đã kết kợp phong cách kiến trúc độc đáo của hai công trình lại mà không xây dựng lại mới hoàn toàn.

## Kiến trúc
Kiến trúc mặt trước của dinh thự mang phong cách Windsor hiện đại (phong cách tương tự với Gothic của Anh). Ngoài ra, dinh thự còn được bao quanh bởi một công viên kiểu Anh - một loại phong cảnh bố trí xây dựng theo phong cách nghệ thuật khá phổ biến ở Vương quốc Anh đầu thế kỷ 18. Dinh thự có diện tích lên tới 24 km 2 tính từ hai bờ sông Danube.

## Lịch sử
Trong những năm giữa thế kỷ 20, dinh thự Rusovce là nơi sinh hoạt và làm việc của Hoàng tử Elemer Lonyay (chồng của Công chúa Stéphanie của vương quốc Bỉ) cùng với góa phụ của Thái tử Rudolph. Cặp đôi này đã sống trong dinh thự cho đến đầu năm 1945. Không lâu sau, một biến cố đã xảy ra với Hoàng tử Lonyay. Hoàng tử qua đời ở Budapest vào năm 1946 và để lại toàn bộ tài sản cho Benedictine - người đã giúp ông và vợ trú ẩn qua những ngày chiến tranh tàn khốc trong Thế chiến II tại Pannonhalma Archabbey.
Năm 1947, nhà nước Hungary buộc phải nhượng lại khu dinh thự này cho Tiệp Khắc theo điều khoản đã kí kết trong Hiệp ước Hòa bình Paris. Sau đó, dinh thự chính thức thuộc về Chính quyền cộng sản khi đó vào năm 1948. Cho đến nay, dinh thự do Văn phòng Chính phủ Cộng hòa Slovakia quản lý và mở cửa cho công chúng tham quan. Ông Benedictine (người được hoàng tử Lonyay để lại tài sản) đã đệ đơn lên Tòa án Hiến pháp Slovakia và Tòa án Công lý châu Âu để đòi lại khu dinh thự. Tuy nhiên, Chính phủ đã từ chối trả lại di sản này vào năm 2009.